# Deane (Familie)

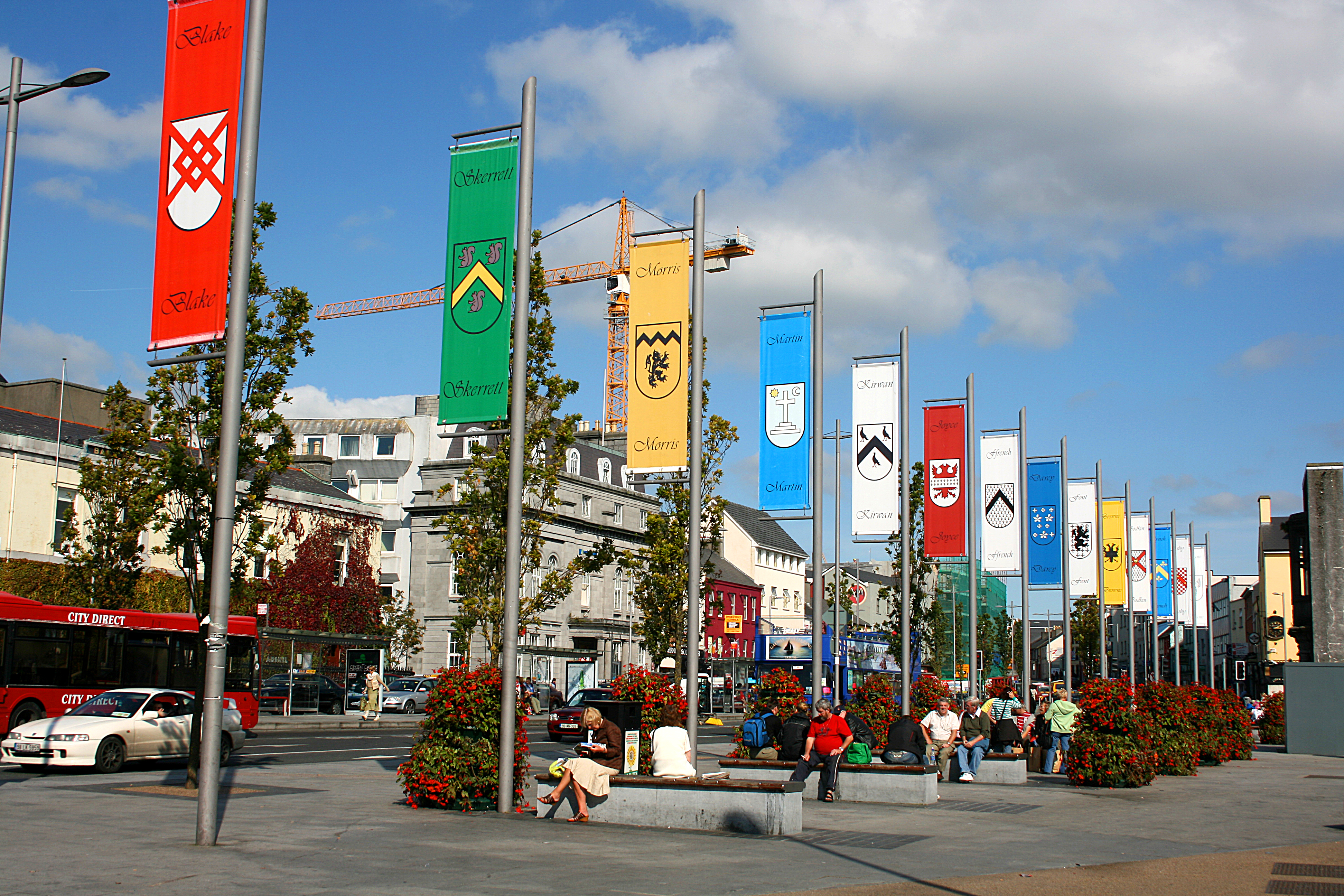
Die Fahnen der Tribes am Eyre Square

Die Deane-Familie aus Galway ist eine jener 14 cambro-normannischen Familien, die zuerst von Oliver Cromwell als die Stämme von Galway (englisch Tribes of Galway) benannt wurden und über mehrere Jahrhunderte die Stadt Galway und das Umland im irischen County Galway beherrschten. 
Der erste Deane, der sich in Galway ansiedelte, soll William Allen oder Den gewesen sein, der während der Regierungszeit Heinrichs VI. aus Bristol kam. Die frühesten Hinweise auf die Familie in Galway stammen von 1438, als Williame Deane Stadt-Propst war. Edmond Deane war von 1502 bis 1504 der 18. Bürgermeister der Stadt, während im Jahre 1562 ein William Allen, alias Deane, als Zollinspektor des Hafens diente.
Ein Kreisverkehr in Galway ist nach der Familie benannt.